# Arquiatre
L'arquiatre era el metge principal d'un monarca, que habitualment en tenia uns quants. A la cort imperial romana, el seu cap tenia el rang més alt amb el títol específic de Comes arquiatre.
El terme també s'ha fa servir per als metges principals en certes comunitats. La paraula es forma del grec ἀρχή ('Archè'), «cap», i ἴατρος 'Iatros', «metge». Els equivalents llatins són protomedicus, supra medicos, dominus medicorum i superpositus medicorum. William Smith creu que el significat d'arquiatre és el de cap o dirigent dels metges d'una comunitat, i diu que existien arquiatres en llocs on no hi havia reis a l'època de l'Imperi Romà, com ara Edessa o Alexandria, i que Galè parla d'Andròmac el vell que va ser nomenat arquiatre «per governar els metges». Agustí d'Hipona anomena arquiatre a Esculapi. Els arquiatres sembla que es dividien entre Archiatri sancti palatii, que atenien a l'emperador i Archiatri populares, que atenien al poble.
El primer arquiatre conegut és Andròmac el vell, metge de Neró, que va inventar una medecina anomenada Theriaca Andromachi amb molt bona reputació fins al segle xix. Va escriure la fórmula d'aquesta medicina en un poema elegíac. La paraula arquiatre no apareix a la Naturalis Historia de Plini el Vell, encara que parla de molts metges, i sembla que el seu ús generalitzat no es va produir fins a l'època de Constantí.
Els archiatri sancti palatii eren persones d'alt rang, que a més d'exercir la seva professió, eren jutges si sorgien disputes entre els metges del lloc. Tenien certs privilegis i estaven exempts de tots els impostos, i també les seves dones i fills. No estaven obligats a allotjar soldats i no podien ser empresonats. Aquests privilegis sembla que en un principi havien estat comuns a tots els metges, segons el Codi de Justinià, però més tard només hi tenien dret els arquiatres del palau imperial, i els que exercien a la ciutat de Roma. Quan deixaven el càrrec d'assistència a l'emperador, per vellesa o per qualsevol altra causa, conservaven el títol d'ex-arquiatre.
Els archiatri populares es dedicaven a la curació dels malalts pobres, amb un sou a càrrec de l'estat, encara que podien rebre honoraris dels ciutadans rics als que atenien. N'hi havia un nombre determinat en funció dels habitants de la ciutat. A Roma n'eren catorze, més un d'especial per a les verges vestals. Normalment eren elegits pel poble per ocupar el càrrec.
A Finlàndia arkkiatri és el títol honorífic més alt atorgat a un metge pel President de Finlàndia, de forma que només hi ha un arquiatre alhora. L'arquiatre més famós ha estat Arvo Ylppö, que inicià la pediatria al país i se li atribueix la reducció enorme de mortalitat infantil fins a nivells molt baixos.